# Encyclopédie Bordas
Pour les articles homonymes, voir Bordas.
L'Encyclopédie Bordas est une encyclopédie en 23 volumes éditée par les éditions Bordas et presque entièrement rédigée par Roger Caratini à partir de 1968 et achevée en 1975,.
Afin de créer la seule encyclopédie thématique, et non pas alphabétique, du marché, Roger Caratini travaille quinze heures par jour pendant sept ans aidé de sa femme et d'un secrétaire. Il n'est aiguillé que sporadiquement par des spécialistes sur certains sujets qu'il maîtrise mal. D'après le journal Le Monde, c'est un « succès » : les éditions Bordas en vendront plus de 3 millions d'exemplaires,.
En 1988, Roger Caratini gagne un procès contre les éditions Bordas pour avoir, dans les années 1980, changé en totalité le contenu de l'encyclopédie en ne modifiant que légèrement son titre.